# Heart (zespół muzyczny)
Heart – amerykański zespół rockowy utworzony w roku 1967 w Kanadzie. Jedynymi stałymi członkami zespołu na przestrzeni lat są siostry Ann (śpiew) oraz Nancy (gitara) Wilson. Zespół cieszył się dużą popularnością w latach 70., będąc pod wpływem hard rocka oraz muzyki ludowej oraz szczególną inspiracją Led Zeppelin. Na początku lat 80. popularność zespołu zmalała, co wiązało się z odejściem gitarzysty Rogera Fishera, basisty Steve'a Fossena i perkusisty Mike'a Derosiera. Zmiana nastąpiła w latach 1985-1987 wraz z ukazaniem się albumów Heart i Bad Animals, gdy siostry Wilson zdecydowały się na bardziej popową twórczość.
W ostatnich latach zespół powrócił do swojego mocnego brzmienia z końca lat 70. Do tej pory nakład ze sprzedaży wydawnictw muzycznych zespołu sięgnął 35 milionów płyt na całym świecie. Zespół został sklasyfikowany na 57. pozycji 100 najlepszych wykonawców hardrockowych, sporządzonych przez VH1. Heart uznaje się za klasykę gatunku rockowego.

## Historia
Zespół został założony w Seattle w roku 1967 przez gitarzystę Rogera Fishera oraz basistę Steve'a Fossena, najpierw jako The Army. W 1969 grupa przeszła personalne zmiany i zmieniła nazwę na White Heart. Kiedy do zespołu dołączyła wokalistka Ann Wilson (około 1970-72, grupa nazywała się już Hocus Pocus.
Krótko potem zespół przeniósł się do Vancouver, a w jego składzie pojawiła się młodsza siostra Ann, gitarzystka Nancy Wilson. Hocus Pocus ponownie zmieniło nazwę, tym razem na Heart, i tak pozostało oficjalnie.
14 lutego 1976 roku wydano pierwszy album grupy, Dreamboat Annie. Zdobył on duże uznanie w Kanadzie i USA, pokrywając się platyną. Kolejne albumy, takie jak Little Queen, Magazine oraz Dog & Butterfly również zyskały znaczną popularność. W brzmieniu Heart, które stanowiło mieszankę folku, hard rocka oraz tak zwanych "power ballad", słychać było wyraźne inspiracje twórczością Led Zeppelin. Grupa często wykonywała ich przeboje na swoich koncertach.
W latach 80. popularność Heart zmalała, ale zespół szybko wrócił do mainstreamu po wydaniu takich albumów jak Heart z przebojami "What About Love", "Never", "These Dreams", czy Bad Animals z hitem "Alone", który jest jedynym singlem grupy, który dotarł na szczyt amerykańskiej listy przebojów.
Obecnie grupa nadal istnieje i koncertuje po całym świecie. W ostatnich dekadach Heart powróciło do starego brzmienia, co słychać na albumach Jupiter's Darling (2004), Red Velvet Car (2010), Fanatic (2012) i Beautiful Broken (2016).
W lipcu 2019 zespół wyruszył w trasę Love Alive Tour która ma potrwać do września.

## W kulturze
Zespół stał się inspiracją dla wielu artystów ze Seattle, m.in. Alice in Chains oraz Soundgarden.
W "Guitar Hero II" wykorzystano jeden z pierwszych hitów Heart, "Crazy On You".
W "Guitar Hero III: Legends Of Rock" oraz Grand Theft Auto: San Andreas znalazł się utwór "Barracuda".
W ścieżce dźwiękowej Grand Theft Auto IV wykorzystano utwór "Straight On".

## Dyskografia

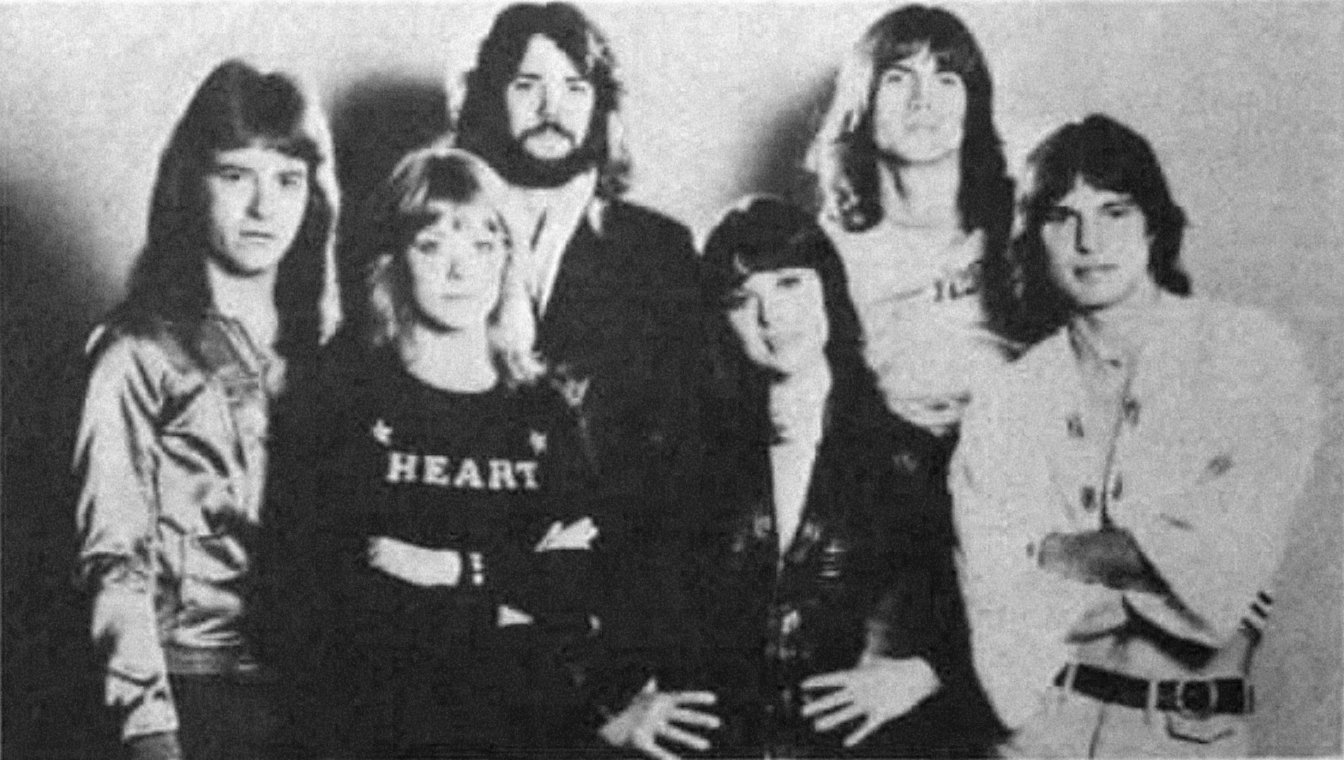
Heart (1977)

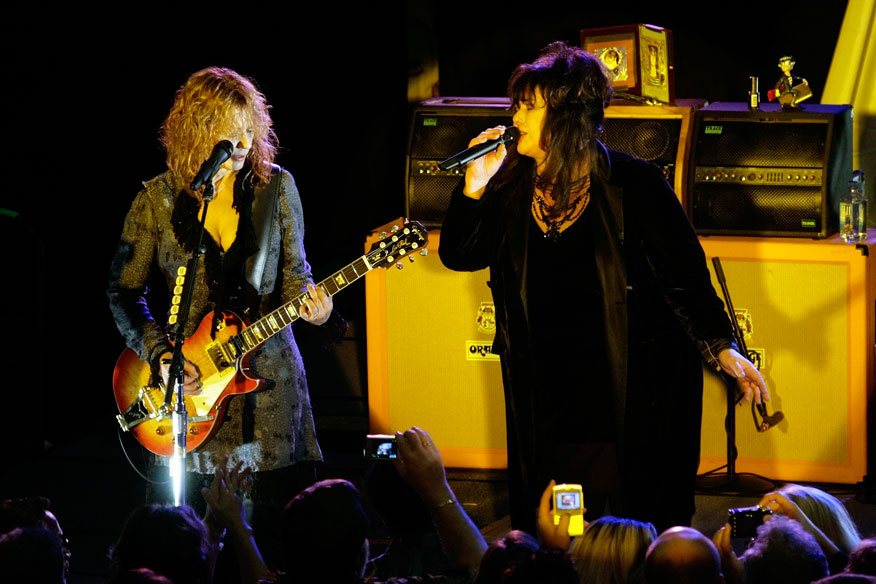
Zespół Heart w 2007

- Dreamboat Annie (1975)
- Little Queen (1977)
- Magazine (1977/1978)
- Dog & Butterfly (1978)
- Bébé le Strange (1980)
- Private Audition (1982)
- Passionworks (1983)
- Heart (1985)
- Bad Animals (1987)
- Brigade (1990)
- Desire Walks On (1993)
- Jupiter's Darling (2004)
- Red Velvet Car (2010)
- Fanatic (2012)
- Beautiful Broken (2016)